# سيلينة فراشية
السيلينة الفراشية  (باللاتينية: Silene papillosa) نوع نباتي يتبع جنس السيلينة من الفصيلة القرنفلية.

## الموئل والانتشار
موطنها بلاد الشام وقبرص وتركيا واليونان.